# YES!!!
『YES!!!』（イエス）は、BACK-ONの1枚目のオリジナル・アルバム。2008年11月12日にcutting edgeから発売された。

## 概要
オリジナル・アルバムであるが、ベスト・アルバムのような構成である。GReeeeN、元Pay money To my PainのJINとのコラボユニット、BAReeeeeeeeeeNの「足跡」と、c/w「color」を収録。
今までの作品では100位以下だったが、上記のコラボのヒットにより、この作品で初のランクインを果たした。
2009年6月10日に、EUでも発売した。ジャケットの違いがあるが、内容は同じである。
今作では「LA mix」として、Sum 41、No Doubtなどのmixを手掛ける、Matt Hydeがmixを担当している。そのため、原曲よりもバンドサウンドを強調した仕様となっている。

## 収録曲
1. 果てなき道へ [LA mix] [3:52]
「[LA mix]」となっているが、これが原型であり新曲である。
2. flower [LA mix] [3:48]
3rdシングル。テレビ東京アニメ『アイシールド21』エンディングテーマ。2011年現在BACK-ON唯一のバラードシングル。
3. NEW WORLD [3:14]
ミニアルバム『NEW WORLD』収録曲。
4. Sands of time [3:09]
5thシングル。テレビ東京『ケータイ捜査官7』エンディングテーマ、バンダイ「DX フォンブレイバー7」TV-CMタイアップ、SoftBank「フォンブレイバー 815T PB」商品PVタイアップ。
5. Butterfly [3:49]
4thシングル。テレビ朝日 土曜ミッドナイトドラマ『新宿スワン』主題歌。
6. BLAZE LINE [4:11]
2nd両A面シングル。テレビ東京系アニメ『アイシールド21』オープニングテーマ。
7. DRIVE [2:52]
ミニアルバム『NEW WORLD』収録曲。
8. a day dreaming... [3:58]
2nd両A面シングル。テレビ東京系アニメ『アイシールド21』エンディングテーマ。
9. そのままで [NEW ver.] [4:52]
再録であり、原型版は、ミニアルバム『ADACHI TRIBE』に収録されている。
10. ヒカリサスホウ [NEW WORLD ver.] [3:39]
ミニアルバム『NEW WORLD』収録曲。
11. Chain [LA mix] [3:37]
1stシングル。テレビ東京系アニメ『エア・ギア』オープニングテーマ。
12. FLYDOM [4:28]
ミニアルバム『HERO』、『BABY ROCK』収録曲。
13. color [LA mix] [3:06]（bonus track）
BAReeeeeeeeeeNのデビューシングルc/w。
14. 足跡 [LA mix] [3:58]（bonus track）
BAReeeeeeeeeeNのデビューシングルである。

### クレジット
Lyrics by TEEDA & KENJI03、Music by BACK-ON(M1-M12)
Lyrics & Music by BAReeeeeeeeeeN(M13、M14)
Produced & arranged by JIN
Co-produced & strategic manager：Teruki Hachinohe [AEI]